# American Eagle Outfitters

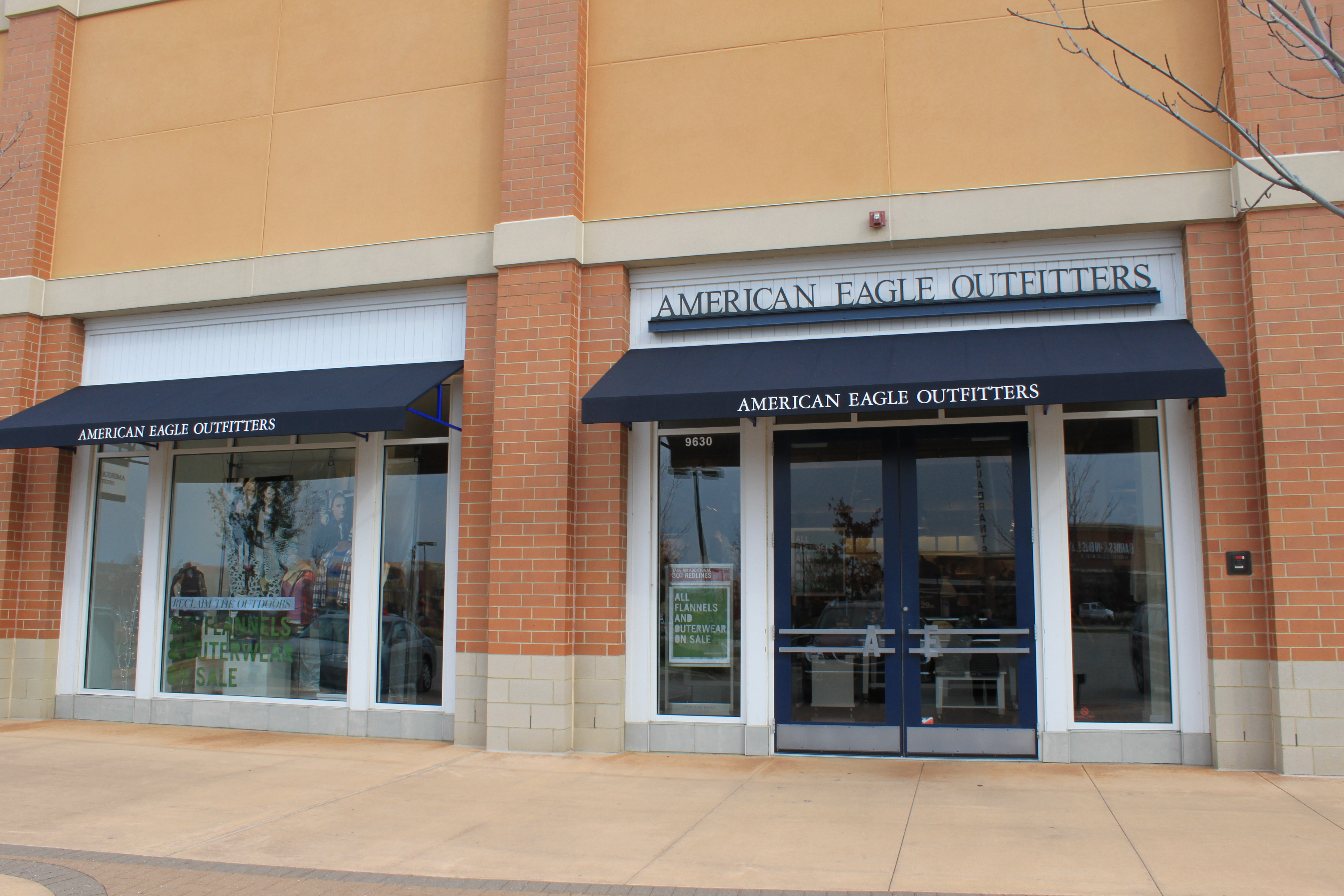
Filiale von American Eagle Outfitters in Green Oak Township, Michigan

American Eagle Outfitters ist ein US-amerikanisches Modeunternehmen mit Hauptsitz in Pittsburgh im Bundesstaat Pennsylvania. Das Unternehmen vertreibt Bekleidung für die Zielgruppe der 15- bis 25-jährigen Männer und Frauen.

## Geschichte
Das Unternehmen wurde im Jahr 1977 von den Brüdern Jerry und Mark Silverman gegründet. Im Jahr 1977 öffnete das erste American-Eagle-Verkaufsgeschäft in Novi in Michigan. Zum 22. April 1994 folgte der Börsengang des Unternehmens. Zu diesem Zeitpunkt wurden 167 Geschäfte betrieben. 2000 wurde erstmals ein Geschäft in Kanada und damit erstmals ein Geschäft außerhalb der Vereinigten Staaten eröffnet. Seither erfolgten weitere Geschäfte weltweit.

## Marken und Geschäfte
Neben der Marke American Eagle werden von AEO außerdem Produkte unter den Marken Aerie und früher Martin + Osa und 77 kids vertrieben.
In den Vereinigten Staaten, Kanada, Mexiko, Hongkong und der Volksrepublik China wurden Anfang 2018 insgesamt 1.047 eigene Geschäfte betrieben. Dazu kommen weltweit noch weitere 214 Geschäfte, die lizenziert von Partnern betrieben werden. Die meisten hiervon befinden sich in Israel (42 Geschäfte) und Japan (34 Geschäfte).

## Werbekampagne mit Sydney Sweeney
Im Juli 2025 veröffentlichte American Eagle eine Werbekampagne mit der Schauspielerin Sydney Sweeney unter dem Slogan „Sydney Sweeney has great jeans“. Der doppeldeutige Spruch – ein Wortspiel mit „jeans“ und „genes“ – führte zu vereinzelter Kritik auf sozialen Medien, wobei einige Nutzer die Kampagne als Anspielung auf Eugenik oder weiße Überlegenheit deuteten. Diese Kritik wurde überwiegend von Accounts mit geringer Reichweite geäußert. Erst durch die gezielte Aufmerksamkeit rechter Kommentatoren, Influencer und Politiker gewann die Debatte an öffentlicher Sichtbarkeit. Politiker wie US-Vizepräsident JD Vance, der republikanische Abgeordnete Ted Cruz und US-Präsident Donald Trump griffen die Kampagne auf und warfen der politischen Linken vor, sich über die Werbung empört zu haben. Dabei zeigte eine Analyse der New York Times, dass die Mehrheit der Beiträge auf Plattformen wie X die Werbekampagne und Sweeney unterstützte und nur ein kleiner Teil tatsächlich kritisch war. Die Kontroverse entwickelte sich vor allem durch die Verbreitung einzelner kritischer Beiträge durch reichweitenstarke rechte Accounts, die diese als Beispiel für eine angeblich „woke“ Empörungskultur darstellten. Linke Politiker reagierten kaum auf die Vorwürfe; eine Ausnahme war der demokratische Abgeordnete Eric Swalwell, der die Kritik als unbegründet bezeichnete. Sydney Sweeney und American Eagle äußerten sich öffentlich kaum zur Debatte.